# Chang (Familienname)
Chang (chinesisch 張 / 张, koreanisch 장) ist ein ursprünglich chinesischer Familienname. Zu Herkunft und Bedeutung siehe Zhang.

## Namensträger

### Chinesische Reihenfolge
- Chang An-lo (* 1948), taiwanischer Krimineller und Politiker
- Chang Bingyu (* 2002), chinesischer Snookerspieler
- Chang Cheh (1923–2002), Filmregisseur aus Hongkong
- Chang Chen (* 1976), taiwanischer Schauspieler
- Chang Chenchen (* 1986), chinesische Tischtennisspielerin
- Chang Cheng-cheng, Badmintonspieler aus Chinesisch Taipeh
- Chang Cheng-fong (* 1972), taiwanischer Tennisspieler
- Chang Che-shen (* 1945), taiwanischer Politiker
- Chang Ch’ün (1889–1990), chinesischer Politiker, Premierminister der Republik China
- Chang Ch’ung-ho (1914–2015), chinesisch-amerikanische Dichterin, Kalligraphin, Lehrerin und Kunqu-Opernsängerin
- Chang Chun-ha (1918–1975), südkoreanischer Politiker und Journalist
- Chang Chun-hsiung (* 1938), taiwanischer Politiker
- Chang Chun-hung (* 1938), taiwanischer Politiker und Geschäftsmann
- Chang Eui-jong (* 1969), südkoreanischer Tennisspieler
- Chang Eun-jung (* 1970), südkoreanische Hockeyspielerin
- Chang Ha-joon (* 1963), südkoreanischer Wirtschaftswissenschaftler
- Chang Han-na (* 1982), südkoreanische Cellistin
- Chang Han-yuan (* 1998), taiwanischer Eishockeyspieler
- Chang Hao (Go-Spieler) (* 1976), chinesischer Go-Spieler
- Chang Hao (Segler) (* 1990), taiwanischer Segler
- Chang Hao (Synchronschwimmerin) (* 1997), chinesische Synchronschwimmerin
- Chang Hei Yin (* 2000), Hongkonger Fußballspieler
- Chang Hotseng (* 1898), chinesischer Botaniker
- Chang Hsin-yun (* 1983), taiwanische Badmintonspielerin
- Chang Hun Pin (* 1986), malaysischer Badmintonspieler
- Chang Hye-jin (* 1987), südkoreanische Bogenschützin und Olympiasiegerin
- Chang Jeng-shyuang (* 1974), taiwanischer Badmintonspieler
- Chang Jung-hsuan (* 1987), taiwanischer Basketballspieler
- Chang Jung-koo (* 1963), südkoreanischer Boxer
- Chang Ka-Chon (* 1999), Fußballspieler für Macau
- Chang Kai-chen (* 1991), taiwanische Tennisspielerin
- Chang Ko-hsin (* 1980), taiwanische Stabhochspringerin
- Chang Kyou-chul (1946–2000), südkoreanischer Boxer
- Chang Li-Ying (* 1983), taiwanische Badmintonspielerin, siehe Chang Hsin-yun
- Chang Kim Wai (* 1976), malaysischer Badmintonspieler
- Chang Meichen (* 1933), chinesischer Botaniker
- Chang Ming-huang (* 1982), taiwanischer Kugelstoßer und Diskuswerfer
- Chang Myon (1899–1966), südkoreanischer Politiker, Premierminister Südkoreas
- Chang Pei-wei (* 1979), taiwanischer Poolbillardspieler
- Chang Pengben (* 1988), chinesischer Sprinter
- Chang Ping (* 1968), chinesischer Journalist, Schriftsteller und Dissident
- Chang Po-ya (* 1942), taiwanische Politikerin
- Chang San-cheng (* 1954), taiwanischer Politiker und Premierminister
- Chang Sang (* 1939), südkoreanische Politikerin
- Chang Shaoyao, chinesischer Botaniker
- Chang Shuhong (1904–1994), chinesischer Maler
- Chang Si (* 1986), chinesische Synchronschwimmerin
- Chang Song-thaek (1946–2013), nordkoreanischer Politiker, siehe Jang Song-thaek
- Chang Tahung (* 1914), chinesischer Botaniker
- Chang Tae-il (* 1965), südkoreanischer Boxer
- Chang Wanquan (* 1949), chinesischer General der Volksbefreiungsarmee und Politiker
- Chang Wen-lung (* 1980), taiwanischer Tennisspieler
- Chang Xinyue (* 1994), chinesische Skispringerin
- Chang Yani (* 2001), chinesische Wasserspringerin
- Chang Ya-lan (* 1984), taiwanische Badmintonspielerin
- Chang Ye-na (* 1989), südkoreanische Badmintonspielerin
- Chang Yen-Shu (* 1979), taiwanischer Tischtennisspieler
- Chang Yongxiang (* 1983), chinesischer Ringer
- Chang Yu (* 1988), chinesischer Tennisspieler
- Chang Yu-lung, taiwanischer Poolbillardspieler
- Chang Yung-fa (1927–2016), taiwanischer Geschäftsmann

### Westliche Reihenfolge
- Albert Chang (* 1971), kanadischer Tennisspieler
- Allen Chang, US-amerikanischer Pokerspieler
- Andy Chang (* 1996), macauischer Automobilrennfahrer
- Barbara Chang (* um 1935), jamaikanische Badmintonspielerin, siehe Barbara Tai Tenn Quee
- Charles Chang, Tennisspieler aus Hongkong
- Chien-Chi Chang (* 1961), taiwanischer Fotograf und Fotojournalist
- Christina Chang (* 1971), US-amerikanische Schauspielerin
- Clement Chang (1929–2018), taiwanischer Politiker und Hochschullehrer
- Franklin Chang-Díaz (* 1950), US-amerikanischer Astronaut
- Gabriel Chang Bong-hun (* 1947), südkoreanischer Geistlicher, Bischof von Cheongju
- Gabriel Changson Chang, Politiker im Südsudan
- Gary Chang (* 1953), US-amerikanischer Komponist für Filmmusik
- Hanna Chang (* 1998), US-amerikanische Tennisspielerin
- Hasok Chang (* 1967), koreanisch-US-amerikanischer Wissenschaftsphilosoph
- Helen Mack Chang (* 1952), guatemaltekische Menschenrechtsaktivistin
- Horace Chang (* 1952), jamaikanischer Politiker (JLP)
- Howard Y. Chang (* 1972), taiwanisch-US-amerikanischer Dermatologe und Molekularbiologe
- Iris Chang (1968–2004), US-amerikanische Schriftstellerin
- Joe Chang (* 1956), chinesischer Zeichentrickregisseur
- John Bosco Chang Shin-Ho (* 1966), südkoreanischer Geistlicher, Weihbischof in Daegu
- John Chang Yik (1933–2020), südkoreanischer Geistlicher, Bischof von Chuncheon
- Jolan Chang (1917–2002), chinesisch-kanadischer Sexualwissenschaftler und Philosoph
- José Antonio Chang (* 1958), peruanischer Politiker
- Juju Chang (* 1965), US-amerikanische Fernsehjournalistin
- Jung Chang (* 1952), chinesische Schriftstellerin
- Justin Chang (* 1983), US-amerikanischer Filmkritiker
- Kai Chang (* 2000), jamaikanischer Diskuswerfer
- Karen Ngai Hing Chang (* 1996), Fechterin aus Hongkong
- Katie Chang (* 1995), US-amerikanische Schauspielerin
- Kwang-chih Chang (1931–2001), chinesischer Archäologe
- Kyongae Chang (* 1946), südkoreanische Astrophysikerin
- Leroy L. Chang (1936–2008), US-amerikanischer Physiker
- Linda Chang (* 1980), deutsche Schauspielerin
- Ling Ling Chang (* 1976), US-amerikanische Politikerin
- Lynn Chang (* 1953), US-amerikanischer Geiger und Musikpädagoge
- Michael Chang (* 1972), US-amerikanischer Tennisspieler
- Min Chueh Chang (1908–1991), US-amerikanischer Mediziner
- Morris Chang (* 1931), chinesischer Unternehmer und Ingenieur
- Myrna Mack Chang (1949–1990), guatemaltekische Anthropologin und Menschenrechtsaktivistin
- Pascal Chang-Soi (* 1966), französischer Priester, Koadjutorbischof von Taiohae o Tefenuaenata
- Pei-Yu Chang (* 1959), österreichische Dirigentin
- Peng Chun Chang (1892–1957), chinesischer Philosoph, Schauspieler, Diplomat und Menschenrechtsaktivist
- Peter Chang Bai Ren (1914–2005), chinesischer Geistlicher, Bischof von Hanyang
- Sarah Chang (* 1980), US-amerikanische Violinistin
- Seho Chang (* 1981), koreanischer Opernsänger (Bariton)
- Sheng-Ching Chang (* 1963), taiwanische Kunsthistorikerin und Hochschullehrerin
- Sonia Chang-Díaz (* 1978), US-amerikanische Politikerin
- Sophie Chang (* 1997), US-amerikanische Tennisspielerin
- Sun-Yung Alice Chang (* 1948), US-amerikanische Mathematikerin
- Sylvia Chang (* 1953), taiwanische Schauspielerin, Regisseurin, Drehbuchautorin und Filmproduzentin
- Troy Chang (* 2005), US-amerikanisch-taiwanischer Skirennläufer
- Tsung-Tung Chang (1930–2000), chinesisch-deutscher Wirtschaftswissenschaftler und Sinologe
- Victor Chang (1936–1991), chinesischer Herzchirurg
- Vitus Chang (1903–1982), chinesischer Bischof
- William Chang Suk Ping (* 1953), Filmeditor, Szenenbildner und Kostümbildner aus Hongkong
- Yin Chang (* 1989), US-amerikanische Schauspielerin
- Yu-Che Chang (1902–1986), chinesischer Astronom
- Yu-Hui Chang (* 1970), taiwanische Komponistin und Dirigentin
- Yuan Chang (* 1959), chinesisch-US-amerikanische Virologin

## Fiktive Figuren
- Cho Chang, Romanfigur, siehe Figuren der Harry-Potter-Romane#Cho Chang